# Novacelles
Novacelles é uma comuna francesa na região administrativa de Auvérnia-Ródano-Alpes, no departamento Puy-de-Dôme. Estende-se por uma área de 14,42 km². Em 2010 a comuna tinha 152 habitantes (densidade: 10,5 hab./km²).